# گیاه یک‌ساله

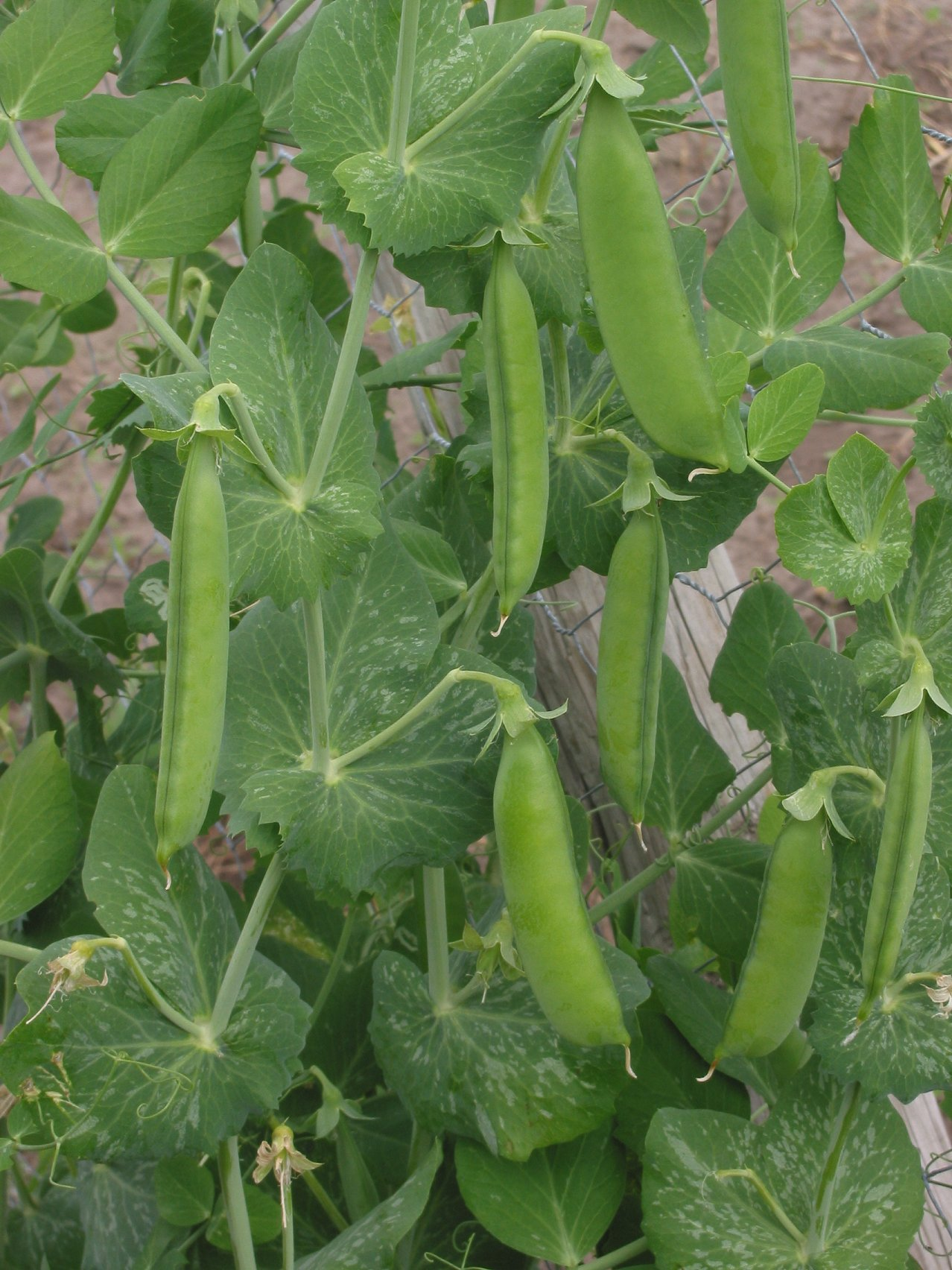
نخود گیاهی یکساله است.

گیاه یک‌ساله گیاهی است که چرخهٔ زندگی اش از زمان جوانه زدن تا تولید دانه در یک سال کامل شده و سپس از بین می‌رود. گیاهان یک ساله تابستانی در طی بهار یا اوایل تابستان جوانه زده و در پاییز همان سال بالغ می‌شوند. گیاهان یک ساله زمستانی در پاییز جوانه زده و در طی بهار یا تابستان سال بعدی بالغ می‌شوند.
چرخه زندگی دانه- به -دانه در بعضی از گونه‌های یک گیاه یک ساله در مدت کوتاهی مثل یک ماه اتفاق بیفتد گرچه در بیشتر آن‌ها این امر چند ماه طول می‌کشد. در زیر لامپ‌های فلوئورسنت تنها پنج هفته طول می‌کشد تا کلم راپا دوباره به دانه تبدیل شود. به علت رشد سریع در کلاسهای آموزشی از این گیاهان استفاده می‌شود. برای اینکه چرخه زندگی دانه-به -دانه فقط چند هفته طول می‌کشد. بیشتر گیاهان یک ساله بیابان تروفیت هستند و برای بقا در موقعیت‌های بی آبی بیشتر سال به صورت دانه می‌مانند.

## کاشت
در کاشت، بیشتر گیاهان خوردنی، از جمله تمام دانه‌های واقعاً اهلی، یک ساله هستند یا یک ساله رشد می‌کنند. برای راحتی تعدادی از گیاهان چند ساله و دو ساله در باغها به عنوان گیاهان یک ساله رشد می‌کنند به ویژه اگر سرمای سخت آب و هوای محلی را در نظر نگیرند. هویج، کرفس و جعفری گیاهان واقعی دو ساله هستند که معمولاً به‌طور جداگانه به عنوان محصولات یک ساله برای خوردن ریشه، برگچه و برگ‌های آن‌ها کاشته می‌شوند. گوجه فرنگی، سیب‌زمینی شیرین و فلفل دلمه‌ای گیاهان حساس چند ساله هستند که معمولاً به عنوان گیاه یک ساله رشد می‌کنند. گل حنا، بگونیا، گل‌میمونی ،گل شمعدانی، حسن یوسف و اطلسی‌ها گیاهان چند ساله معطری هستند که به‌طور عادی به عنوان گیاه یک ساله کاشت می‌شوند. گیاهان واقعی یک ساله ذرت، گندم، برنج، نخود، هندوانه، لوبیا، گل آهاری و گل جعفری هستند.

## تابستان
گیاهان یک ساله تابستانی در طی ماه‌های گرم سال جوانه، گل و دانه تولید کرده و سپس می‌میرند. کرب گرس علفی که در چمن می‌روید گیاه یک ساله تابستانی است.

## زمستان
گیاهان یک ساله زمستانی در پاییز یا زمستان جوانه زده، تمام زمستان زندگی کرده، سپس در زمستان یا بهار شکوفه می‌دهند.
گیاهان رشد کرده و در طی فصل سرد زمانی که بیشتر گیاهان در حال خواب هستند یا گیاهان یک ساله به شکل تخمند و برای جوانه زدن منتظر آب وهوای گرمتر هستند، شکوفه می‌دهند. گیاهان یک ساله زمستانی بعد از گل دادن و تبدیل شدن به تخم می‌میرند. تخم‌ها در پاییز یا زمستان، زمانی که درجه حرارت خاک پایین است جوانه می‌زنند.
گیاهان یک ساله زمستانی روی زمین ارتفاع کمی دارند، طوری که برف زمستانی همانند پوششی آن‌ها را در سردترین شب‌ها محافظت می‌کند؛ و در دوره‌های گرم زمستان که برفها آب می‌شود آن‌ها رشد می‌کنند. لامیوم امپلکسیکال، لامیوم و علف زمستانی چند نمونه از گیاهان یک ساله زمستانی هستند.
گیاهان یک ساله زمستانی از نظر بوم‌شناسی اهمیت دارند، چرا که در طی زمستان و اوایل بهار زمانی که هیچ پوشش دیگری وجود ندارد پوشش گیاهی تولید می‌کنند که از فرسایش خاک جلوگیری می‌کند، و برای حیوانات و پرندگان غذای تازه‌ای محسوب می‌شوند. گرچه در باغها اغلب آن‌ها را گیاه هرز حساب می‌کنند، این نوع نگرش معمولاً ضروری نیست، چرا که بیشتر آن‌ها زمانی که درجه حرارت خاک دوباره در اوایل و اواخر بهار بالا می‌رود و اغلب گیاهان دیگر هنوز در خواب هستند و برگ در نیاورده‌اند، از بین می‌روند.
گرچه این گیاهان به‌طور مستقیم با گیاهان کشت شده رقابت نمی‌کنند، گاهی اوقات آن‌ها را در کشاورزی تجاری به عنوان آفت در نظر می‌گیرند، به خاطر اینکه آن‌ها می‌توانند میزبانی برای حشرات آفت و بیماری‌های قارچی باشند، که به محصولات کاشته شده حمله می‌کنند. به‌طور طعنه آمیزی خاصیت حفاظت آن‌ها از فرسایش خاک می‌تواند برای کشاورزی تجاری مشکل آفرین باشد.

## ژنتیک مولکولی
در سال ۲۰۰۸، کشف گردید که غیرفعال بودن فقط دو ژن در گونه‌ای از گیاه یک ساله موجب پایا بودن آن می‌گردد. پژوهشگران ژنهای SOC1 و FUL را که زمان گل دادن را کنترل می‌کنند در رشادی گوش‌موشی غیرفعال کردند و این امر موجب شکل‌گیری فنوتیپ معمول در گیاهان چند ساله مثل تشکیل چوب شد.